# سفارة أفغانستان في روسيا
سفارة أفغانستان في روسيا هي أرفع تمثيل دبلوماسي لدولة أفغانستان لدى روسيا. تقع السفارة في موسكو وهي تهدف لتعزيز المصالح الأفغانية في روسيا.

## وصلات خارجية
- قائمة سفارات أفغانستان
- قائمة السفارات في روسيا